# Iglesia de madera de Urnes

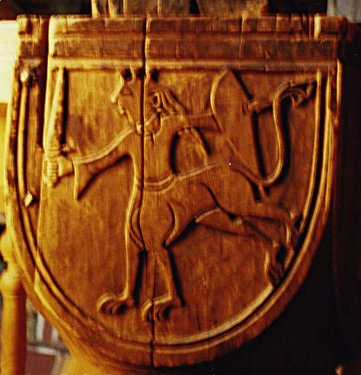
Un capitel de la iglesia de Urnes.

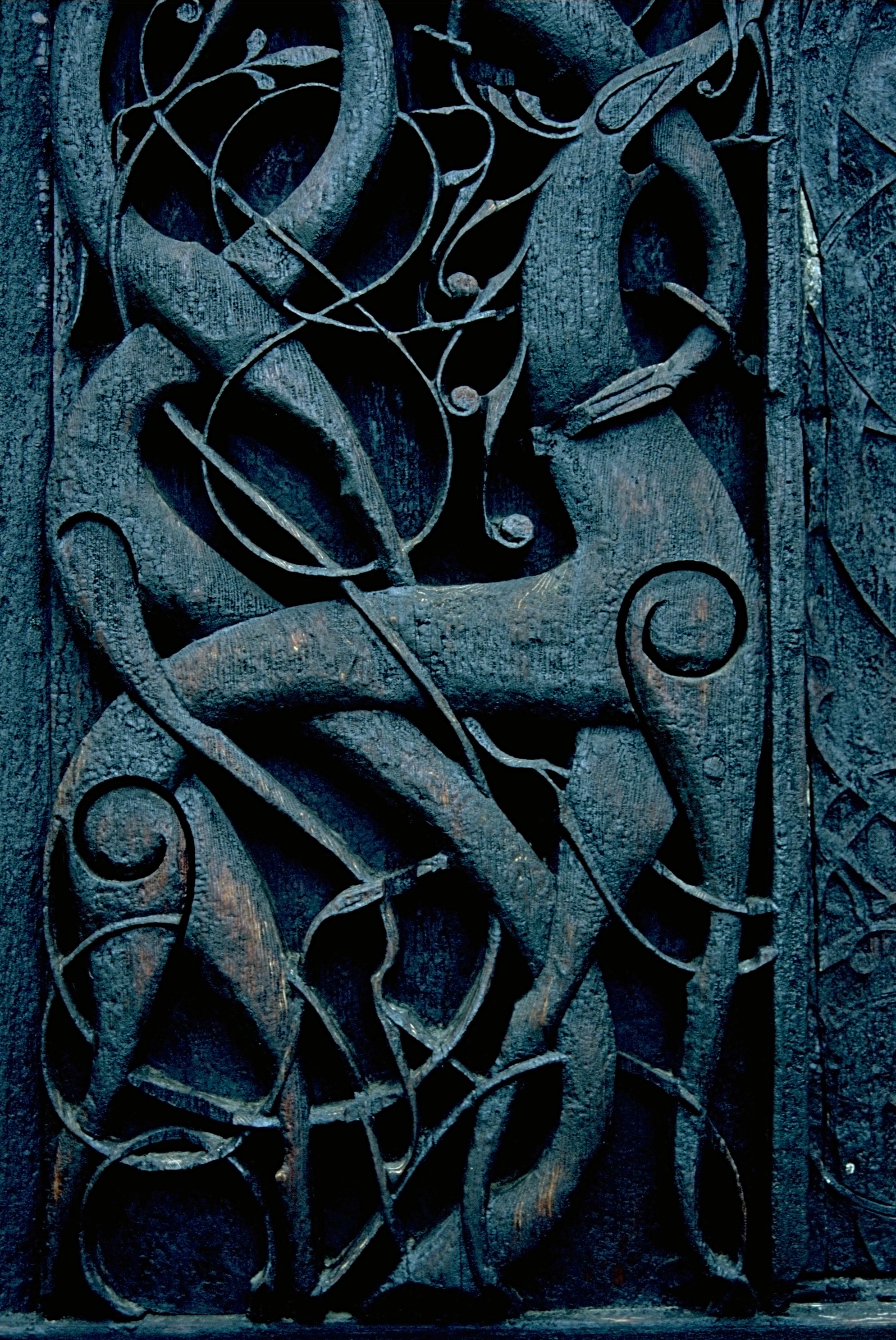
Detalle de una de las paredes.

La iglesia de madera de Urnes (en noruego: Urnes stavkyrkje), declarada Patrimonio de la Humanidad por la Unesco, es una stavkirke (iglesia medieval de madera) del siglo XII, una las más antiguas de las 28 que se conservan en Noruega. Está situada en el municipio de Luster, en el condado de Sogn og Fjordane. Se encuentra en la parte oriental del fiordo, directamente enfrente del pueblo de Solvorn y a unos 5 kilómetros de la localidad de Hafslo.
La iglesia es propiedad de la Sociedad para la Conservación de los Monumentos Históricos de Noruega desde 1881. Fue declarada Patrimonio de la Humanidad en 1979.

## Historia

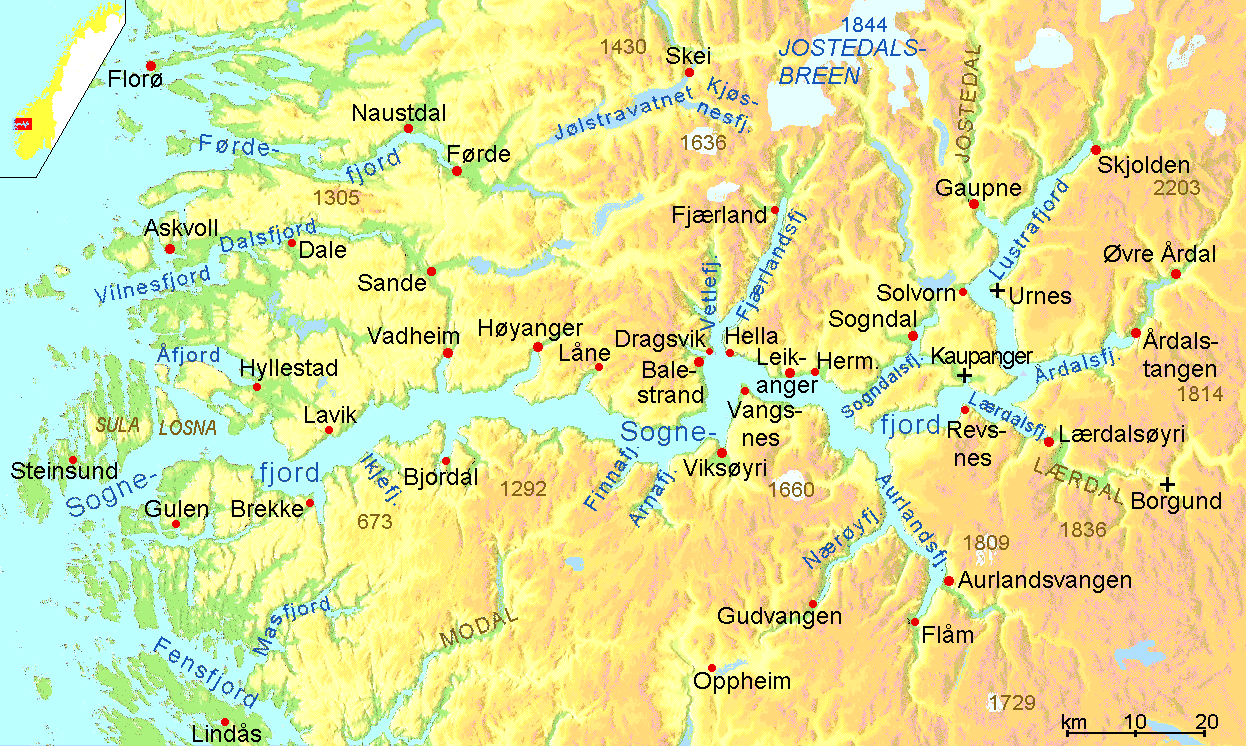
Mapa del Sognefjord (fiordo de Sogne)

La iglesia fue construida alrededor del año 1130 o muy poco tiempo después, y aún se alza en su ubicación original; se cree que es la más antigua de su clase. Los análisis realizados a muestras de madera extraídas de la base del edificio indican que los árboles utilizados en su construcción fueron talados entre 1129 y 1131. La iglesia marca la transición desde los métodos de construcción de los vikingos con su típica ornamentación animal, el llamado «estilo de Urnes» de arte animal, y la arquitectura cristiana.
Las investigaciones arqueológicas han descubierto los restos de tres iglesias en el lugar antepasadas del edificio actual. Las excavaciones descubrieron agujeros en el terreno de postes hundidos en la tierra que habían pertenecido a una Stolpekirke («iglesia de postes») anterior, un tipo de iglesia con muros apoyados por cortos alféizares insertados entre postes autoportantes. No se sabe si esta iglesia tuvo un tejado alzado sobre el espacio central de la nave como la iglesia actual. La fecha más antigua posible para esta iglesia sería comienzos del siglo XI. Ciertos elementos de estas construcciones anteriores se reutilizaron, tal como la fachada, algunas planchas exteriores y algunas piezas decorativas talladas.
En el siglo XVII la nave de la iglesia, que es una habitación central elevada rodeada por un pasillo, fue extendida hacia el sur. Se añadieron también otros elementos a la iglesia, incluyendo una pila bautismal (1640), un baldaquino de madera sobre el altar (1665) y un púlpito (1693–1695). El retablo, que representa a Jesucristo en la cruz con la Virgen María y San Juan Bautista, data de 1699. Se añadieron ventanas a la iglesia en el siglo XVIII.
La iglesia no ha estado en uso normal desde 1881, cuando la parroquia de Urnes fue suprimida, y pasó a formar parte de la parroquia de Solvorn en el decanato de Indre Sogn perteneciente a la diócesis de Bjørgvin. Ahora solo se usa para ocasiones especiales en la parroquia, como bautismos y bodas.

## El edificio

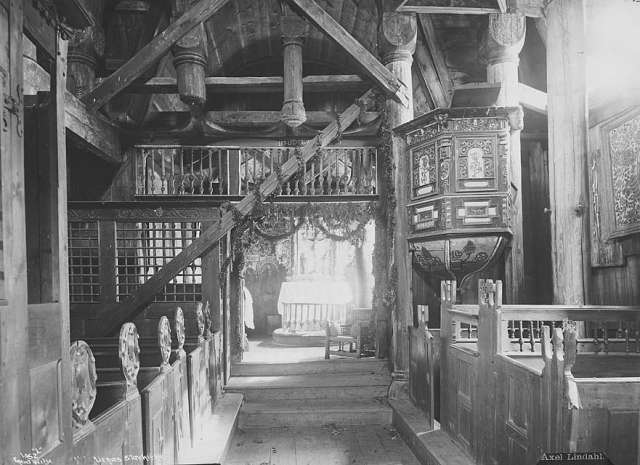
Interior de la iglesia de Urnes. Archivo del Museo Noruego de Historia y Cultura. Foto de Axel Lindahl.

La iglesia está formada por una nave rectangular y un coro más estrecho, ambos con el espacio central elevado. En el siglo XVII se amplió el coro hacia el este, pero posteriormente se eliminó esta modificación. El dibujo de Johan Christian Dahl representa esto, así como el estado de deterioro de la iglesia en aquella época. En el siglo XX, la iglesia fue restaurada, y los tablones decorados de las paredes se cubrieron para detener su deterioro.
Un gran número de elementos constructivos medievales siguen in situ: vigas sobre el terreno (grunnstokker), alféizares (sviller), postes esquineros (hjørnestolper), placas en las paredes (veggtiler) y placas en los muros del pasillo (stavlægjer). La construcción de la zona central elevada con bastones, cuerdas y puntales en cruz, y el propio tejado, datan también de la época medieval.
De la anterior iglesia que había en el lugar quedan, además del portal, dos planchas sobre el muro septentrional, el poste esquinero del coro, el hastial occidental de la nave y el oriental del coro.

## La portada norte

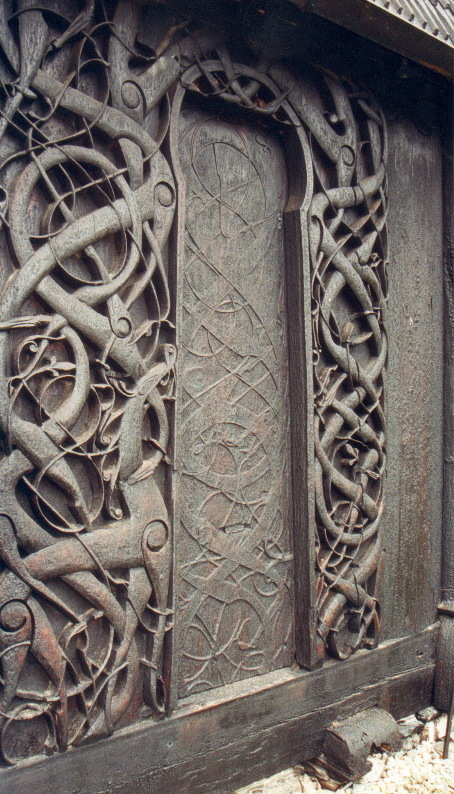
Detalle del arte románico tallado en madera en la iglesia de Urnes Noruega

La portada y otros detalles del lado norte de la iglesia, así como los tablones que sujetan las tejas, están decorados en el estilo de Urnes clásico y son probablemente restos de las iglesias anteriores. Se ha enunciado la hipótesis de que la portada pudo haber sido originalmente la entrada principal, situada en el lado oeste.
Ha habido numerosos intentos de interpretar la decoración (iconografía) de la parte más destacada de la iglesia, el antiguo portal en la pared norte. Las imágenes de la portada representan lo que parece una serpiente arqueándose hacia arriba. En la parte baja, un animal de cuatro patas, probablemente un león estilizado, muerde a la serpiente.
Se suele interpretar la escena como una representación de la eterna lucha entre el bien —el león, que en la iconografía cristiana representa a Cristo— y el mal — la serpiente, representación habitual de Satanás.
Por otro lado, es posible que la decoración de la iglesia anterior representara una escena de la mitología nórdica, una razón probable para su prematura reconstrucción en el siglo XII. En este contexto, el animal podría interpretarse como el dragón Nidhogg royendo las raíces de Yggdrasil, el árbol de la vida. «Las serpientes entrelazadas y los dragones representan el fin del mundo según la leyenda nórdica del Ragnarök».

## Literatura
- Krogh, Knud J. (2011): Urnesstilens kirke – Forgængeren for den nuværende kirke på Urnes. Oslo. ISBN 978-82-530-3400-3